# Monanus malaicus
Monanus malaicus là một loài bọ cánh cứng trong họ Silvanidae. Loài này được Grouvelle miêu tả khoa học năm 1912.